# Мејс Лик (Кентаки)
Мејс Лик (енгл. Mays Lick) насељено је место без административног статуса у америчкој савезној држави Кентаки.

## Демографија
По попису из 2010. године број становника је 242.
| Група             | 2000.    | 2010.       |
| Белци             | 0 (0,0%) | 205 (84,7%) |
| Афроамериканци    | 0 (0,0%) | 34 (14,0%)  |
| Азијати           | 0 (0,0%) | 0 (0,0%)    |
| Хиспаноамериканци | 0 (0,0%) | 0 (0,0%)    |
| Укупно            | 0        | 242         |